# Saison 2 de Nurse Jackie
Chronologie
Saison 1 Saison 3
Cet article présente le guide des épisodes de la deuxième saison de la série télévisée américaine Nurse Jackie.

## Synopsis
Infirmière au sein des urgences d'un hôpital new-yorkais assez difficile, Jackie a du mal à équilibrer sa vie professionnelle agitée et sa vie personnelle désastreuse. Obstinée et brillante, elle se bat pour affronter les pires cas des plus difficiles. Seulement pour pouvoir supporter physiquement tous ces tracas quotidiens, elle consomme plusieurs médicaments et est notamment dépendante au Vicodin.

## Distribution de la saison

### Acteurs principaux
- Edie Falco (VF : Anne Jolivet) : Jackie Peyton, infirmière
- Eve Best (VF : Marjorie Frantz) : Dr Eleanor O'Hara, meilleure amie de Jackie
- Merritt Wever (VF : Catherine Desplaces) : Zoey Barkow, infirmière stagiaire de Jackie
- Paul Schulze (VF : Pierre-François Pistorio) : Eddie Walzer, pharmacien et amant de Jackie
- Peter Facinelli (VF : Sébastien Desjours) : Dr Fitch « Coop » Cooper, docteur en manque de reconnaissance
- Anna Deavere Smith (VF : Julie Carli) : Mme Gloria Akalitus, chef du personnel
- Dominic Fumusa (VF : Mathieu Buscatto) : Kevin Peyton, mari de Jackie

### Acteurs récurrents
- Ruby Jerins (en) (VF : Alice Orsat) : Grace Peyton, fille de 10 ans de Jackie
- Mackenzie Aladjem (VF : Jeanne Orsat) : Fiona Peyton, fille de 7 ans de Jackie
- Stephen Wallem (en) (VF : Jerome Wiggins) : Thor Lundgren, infirmier
- Arjun Gupta (VF : Sylvain Agaësse) : Sam, intérimaire
- Lenny Jacobson (en) (VF : Fabrice Lelyon) : Lenny (7 épisodes)
- Michael Buscemi (VF : Fabrice Lelyon) : « Dieu » (l'homme qui crie de sa fenêtre) (épisodes 2 et 12)
- Elizabeth Marvel (VF : Laure Sabardin) : Ginny Flynn (épisode 3)
- Cassady Leonard (VF : Manon Corneille) : Kaitlynn Flynn (épisodes 3 et 6)
- Julia Ormond (VF : Brigitte Bergès) : Sarah Khouri (épisodes 5 à 7)
- Bill Sage (VF : Guillaume Orsat) : Bill (épisodes 10 à 12)

## Liste des épisodes

### Épisode 1:Notre besoin de consolation est impossible à rassasier
- États-Unis /  Canada : 22 mars 2010 sur Showtime[1] / The Movie Network
- France : 
  - 14 avril 2011 sur Canal+[2]
  - 6 décembre 2011 sur Téva[3]
- Belgique : 28 septembre 2011 sur Be Séries[4]
- Québec : 28 août 2013 sur AddikTV[5]
- Suisse : date inconnue

### Épisode 2:Au secours la maison brûle!
- États-Unis /  Canada : 29 mars 2010 sur Showtime / The Movie Network
- France : 
  - 14 avril 2011 sur Canal+[2]
  - 6 décembre 2011 sur Téva
- Belgique : 28 septembre 2011 sur Be Séries
- Québec : 28 août 2013 sur AddikTV

### Épisode 3:Twitter n'est pas jouer
- États-Unis /  Canada : 5 avril 2010 sur Showtime / The Movie Network
- France : 
  - 21 avril 2011 sur Canal+[2]
  - 6 décembre 2011 sur Téva
- Belgique : date inconnue sur Be Séries
- Québec : 4 septembre 2013 sur AddikTV

### Épisode 4:Pipe, Taffe, Pomme
- États-Unis /  Canada : 12 avril 2010 sur Showtime / The Movie Network
- France : 21 avril 2011 sur Canal+[2]
- Québec : 4 septembre 2013 sur AddikTV

### Épisode 5:Jackie au pays des merveilles
- États-Unis /  Canada : 19 avril 2010 sur Showtime / The Movie Network
- France : 28 avril 2011 sur Canal+[2]
- Québec : 11 septembre 2013 sur AddikTV

### Épisode 6:Cupidon est fatigué
- États-Unis /  Canada : 26 avril 2010 sur Showtime / The Movie Network
- France : 28 avril 2011 sur Canal+[2]
- Québec : 11 septembre 2013 sur AddikTV

### Épisode 7:L'Insoutenable fragilité des choses
- États-Unis /  Canada : 3 mai 2010 sur Showtime / The Movie Network
- France : 5 mai 2011 sur Canal+[2]
- Québec : 18 septembre 2013 sur AddikTV

### Épisode 8:Temps et Contretemps
- États-Unis /  Canada : 10 mai 2010 sur Showtime / The Movie Network
- France : 5 mai 2011 sur Canal+[2]
- Québec : 18 septembre 2013 sur AddikTV

Harvey Fierstein (John Decker)

### Épisode 9:Plus dure sera la chute
- États-Unis /  Canada : 17 mai 2010 sur Showtime / The Movie Network
- France : 12 mai 2011 sur Canal+[2]
- Québec : 25 septembre 2013 sur AddikTV

### Épisode 10:Trop vieille pour ces conneries
- États-Unis /  Canada : 24 mai 2010 sur Showtime / The Movie Network
- France : 12 mai 2011 sur Canal+[2]
- Québec : 25 septembre 2013 sur AddikTV

### Épisode 11:Au p'tit bonheur la chance
- États-Unis /  Canada : 31 mai 2010 sur Showtime / The Movie Network
- France : 19 mai 2011 sur Canal+[2]
- Québec : 2 octobre 2013 sur AddikTV

### Épisode 12:Tout le monde descend
- États-Unis /  Canada : 7 juin 2010 sur Showtime / The Movie Network
- France : 19 mai 2011 sur Canal+[2]
- Québec : 2 octobre 2013 sur AddikTV